# Szápár, Veszprém
Szápár  este un sat în districtul Zirc, județul Veszprém, Ungaria, având o populație de 501 locuitori (2011). 

## Demografie
Componența etnică a satului Szápár
     Maghiari (89,33%)
     Slovaci (10,67%)
Componența confesională a satului Szápár
     Romano-catolici (68,86%)
     Fără religie (4,19%)
     Reformați (2,79%)
     Luterani (2,4%)
     Necunoscută (21,76%)
Conform recensământului din 2011, satul Szápár avea 501 locuitori. Din punct de vedere etnic, majoritatea locuitorilor (89,33%) erau maghiari, cu o minoritate de slovaci (10,67%).  Din punct de vedere confesional, majoritatea locuitorilor (68,86%) erau romano-catolici, existând și minorități de persoane fără religie (4,19%), reformați (2,79%) și luterani (2,4%). Pentru 21,76% din locuitori nu este cunoscută apartenența confesională.